# Wzór Eulera-Maclaurina

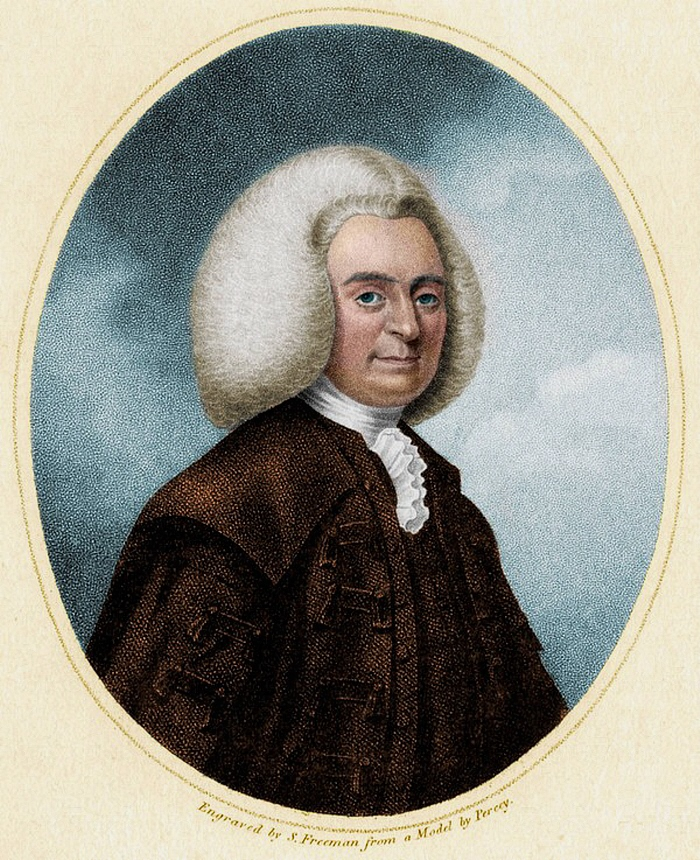
Colin Maclaurin, jeden z odkrywców wzoru

Wzór Eulera-Maclaurina – wzór dający silne połączenie między całkami (zobacz rachunek różniczkowy i całkowy) a sumami. Może być użyty do przybliżania całek przez skończone sumy lub odwrotnie, do szacowania skończonych sum i nieskończonych szeregów przez całki. Wzór został odkryty niezależnie przez Leonharda Eulera i Colina Maclaurina około 1735. Euler potrzebował go do obliczenia wolno zbiegających nieskończonych szeregów, podczas gdy Maclaurin wykorzystał go do przybliżonego obliczania całek.
Jeśli {\displaystyle n} jest liczbą naturalną i {\displaystyle f(x)} jest gładką (tzn. wystarczająco wiele razy różniczkowalną) funkcją określoną dla wszystkich liczb rzeczywistych {\displaystyle x} pomiędzy 0 i {\displaystyle n,} wtedy całka
{\displaystyle I=\int \limits _{0}^{n}f(x)\,dx}
może być przybliżona przez sumę (zob. wzór trapezów)
{\displaystyle S={\frac {f(0)}{2}}+f(1)+\ldots +f\left(n-1\right)+{\frac {f(n)}{2}}.}
Wzór Eulera-Maclaurina pozwala wyrażać różnicę pomiędzy sumą {\displaystyle S} a całką {\displaystyle I} za pomocą wartości wyższych pochodnych {\displaystyle f^{(k)}} na brzegach przedziału {\displaystyle [0,n].} Dla każdej liczby naturalnej {\displaystyle p} mamy
{\displaystyle S-I=\sum _{k=1}^{p}{\frac {B_{2k}}{(2k)!}}\left(f^{(2k-1)}(n)-f^{(2k-1)}(0)\right)+R,}
gdzie {\displaystyle B_{2}=1/6,} {\displaystyle B_{4}=-1/30,} {\displaystyle B_{6}=1/42,} {\displaystyle B_{8}=-1/30,...} są liczbami Bernoulliego, zaś {\displaystyle R} jest błędem przybliżenia. Wartość błędu może być oszacowana jako
{\displaystyle \left|R\right|\leqslant {\frac {2}{(2\pi )^{2p}}}\int \limits _{0}^{n}\left|f^{(2p+1)}(x)\right|\,dx.}
Przy odpowiednich założeniach na funkcję {\displaystyle f} powyższa wielkość dąży do zera, gdy {\displaystyle p} dąży do nieskończoności. Wykonując odpowiednie podstawienie, można zapisać powyższy wzór również dla funkcji {\displaystyle f} zdefiniowanych na innych przedziałach.
Jeśli {\displaystyle f} jest wielomianem oraz {\displaystyle p} jest wystarczająco duże, to wyraz reszty znika. Np. jeśli {\displaystyle f(x)=x^{3},} możemy podstawić {\displaystyle p=2,} by otrzymać (po uproszczeniu)
{\displaystyle \sum _{i=0}^{n}i^{3}=\left({\frac {n(n+1)}{2}}\right)^{2}.}
Dla funkcji {\displaystyle f(x)=\log(x),} formuła Eulera-Maclaurina może być użyta do wyliczenia precyzyjnego oszacowania błędu we wzorze Stirlinga przybliżającym wartość silni.